# Sârbii-Măgura (gmina)
Sârbii-Măgura – gmina w Rumunii, w okręgu Aluta. Obejmuje tylko jedną miejscowość Vitănești. W 2011 roku liczyła 2053 mieszkańców.